# Gore Vidal
Eugene Luther Gore Vidal (født 3. oktober 1925, død 31. juli 2012) var en amerikansk forfatter, dramatiker, essayist, manuskriptforfatter og politisk aktivist. Han hørte til blandt det tyvende århundredes mest prominente intellektuelle.